# Joaquim Tomás do Amaral
Joaquim Tomás do Amaral, segundo barão e visconde com grandeza de Cabo Frio ( Rio de Janeiro, 16 de agosto de 1818 — 17 de janeiro de 1907) foi um diplomata brasileiro.
Filho de Antônio José do Amaral e Maria Benedita Carneiro da Silva Amaral, exerceu diversos cargos diplomáticos, desde de secretário de legação até ministro plenipotenciário em Londres, Paris, na Bélgica, Argentina, Uruguai, Paraguai. Foi também parte da comissão mista brasileira e inglesa na Serra Leoa. Serviu por mais de sessenta anos o Brasil e se consagrou no cargo de Diretor Geral do Itamaraty, função que deixou de exercer somente após seu falecimento. 
Casamento e descendência
Casou-se com Dona Maria Benedicta Lobato Cunha do Amaral, e teve único filho, José Antônio Lobato Cunha do Amaral.
Relações com Rio Branco e presença no Itamaraty
Apesar de aparentemente manter boas relações com o Barão do Rio Branco, sabe-se que o relacionamento de ambos era tenso, sendo que muitas vezes Rio Branco, antes de ascender ao cargo de ministro das Relações Exteriores, fora preterido para ocupação de posições por intermédio de Cabo Frio. Consta em sua homenagem um busto, encomendado em Paris por Rio Branco, na antiga sede do Itamarati, no Rio de Janeiro.
Quando faleceu era um vulto da diplomacia brasileira. Foram-lhe prestadas várias homenagens públicas, entre tais a do exército, do qual ocupava a função honorária de general de divisão.
Em seu livro "Meu velho Itamaraty", Luis Gurgel do Amaral relata a morte e o legado do diplomata. Assim diz:
"(...) Intriga-me um aspecto presente em todas as obras sobre o Barão do Rio Branco, mas de forma não tão pormenorizada: a relação entre o Barão e o Visconde, quando aquele assume a Chancelaria, em 1902. Cabo Frio é descrito como o bastião do tradicionalismo, herdeiro dos costumes mais sedimentados da burocracia imperial. Já Rio Branco, mesmo vindo da Monarquia, assumiu o cargo com o ímpeto de mudar a Chancelaria, preparando-a para novos desafios, ao mesmo tempo em que consolidava diversos princípios das relações exteriores imperiais.
Assim, não é surpresa ver o embate entre essas duas grandes personalidades. O relato de Gurgel do Amaral é naturalmente tendencioso, mas apresenta algumas características interessantes de Cabo Frio, especialmente como sua tenacidade esvaziou-se progressivamente na luta pelo controle do trabalho cotidiano da Chancelaria. Nesse aspecto, a questão do controle do horário de expediente é um dos tópicos do livro no qual é visível a própria construção da imagem do Barão.
Vou examinar com mais detalhes esse ponto. Como vocês sabem, havia, no século XIX, uma concepção particular do tempo nas chancelarias ao redor do mundo. Nesse período, os Ministérios das Relações Exteriores mantinham atmosfera de trabalho mais frugal, pouco adequada às demandas febris existentes no setor privado e em outras áreas dos governos. Em um dos melhores livros sobre o ambiente diplomático  das chancelarias européias no período que vai de meados do século XIX até a I Guerra Mundial , David Paull Nickles afirma que os diplomatas pertenciam a uma exclusiva fraternidade que aderia a um protocolo construído no curso de vários séculos. Eles falavam a mesma língua (francês), passavam as férias nos mesmos spas, cultivavam os mesmos gostos cosmopolitanos e vinham de seletas aristocracias européias — entre 1871 e 1914, por exemplo, 377 dos 548 funcionários da chancelaria alemã eram nobres, incluindo 56 dos 62 embaixadores (p. 104).
Apesar do status, o ofício era mal pago; diplomatas, então, lidavam com a profissão como uma nobre obrigação. Naturalmente, essa classe esmerou-se em cultivar relacionamentos e consumir o seu tempo em atividades de lazer. O “tempo aristocrático”, então, era muito distinto do “tempo do trabalho”, que se espraiava nos já então crescentes centros capitalistas europeus. Nickles relata diversos casos de chancelarias européias, inclusive a dificuldade do chanceler alemão Otto von Bismarck em domar a indolência de seus diplomatas, que até então não tinham horário para trabalhar (p. 121).
E como essa tendência apresentou-se no Brasil? Utilizando-se o relato de Gurgel do Amaral, fica nítida a inversão do processo que ocorreu na Europa. Explico-me. Aqui, na Rua Larga, Cabo Frio arduamente domava seus funcionários para que respeitassem um padrão pós-industrial de ritmo de trabalho, com horas regulares e pré-determinadas para o desempenho das atividades públicas. Rio Branco, quando assume o ministério, acaba com a iniciativa de Cabo Frio, revertendo o difícil processo de socialização que se tentava impor.
Houve, portanto, retrocesso nesse aspecto do cotidiano diplomático. Cabo Frio, apesar de descrito como indivíduo pouco afeito às novidades do novo século, já era modernizador em seu tempo. Rio Branco, por seu turno, é a força da tradição, revertendo iniciativa que generalizava em todas as modernas chancelarias do mundo. Muitos poderão argumentar que o ritmo de trabalho do barão era distinto; um workaholic que dormia em cima de seus papéis, passava a madrugada lendo telegramas, trabalhando incansavelmente na administração de seu pequeno império republicano. Assim, mesmo sem impor “ponto” aos subordinados, o Barão legou uma obra incontrastável na história independente do país. Todavia, conquanto tenha alcançado tais resultados, do ponto de vista comparado, Cabo Frio não deve ser reputado como força do atraso (...)".
A Fundação Visconde de Cabo Frio, instituição criada pelo Itamaraty (Brasília), foi nomeada em homenagem ao visconde.